# Джако, Дэвид
Дэвид Джако (англ. David Jaco; 24 января 1957, Огайо, США) — американский боксёр-профессионал, выступавший в тяжёлой весовой категории. Выходил на ринг со множеством будущих и действующих на тот момент звёзд бокса. Является одним из самых известных джорнименов 80-х годов.

## Ранние годы
Дэвид Ли Лжако родился 24 января 1957 года в Орегоне, штат Огайо. Он закончил Clay High school в 1975 году и никогда серьёзно не занимался спортом, как и многие его друзья сразу после окончания школы Дэвид переехал в город Толедо и устроился на работу в компанию Interlaken Steel. Как позже вспоминал Джако, планов на жизнь не имел и если бы не обстоятельства, работал бы там в течение следующих 40 лет. После массовых увольнений в 1979 году Джако был уволен и остался без денег имея жену с двумя малолетними детьми. Перебиваясь случайными заработками он познакомился с Артом Дором, который позже станет его первым промоутером. Дор предложил Дэвиду, имевшему высокий рост и атлетическое телосложение заняться боксом и для возможности получения быстрых денег - принять участие в местных соревнованиях по боксу. Джако не имевший до этого никакого опыта, но благодаря своим габаритам заработал хорошую репутацию боксёра и с помощью своего промоутера решил профессионально заняться боксом в 1980 году.

## Профессиональная карьера
Первый профессиональный бой Джако провёл 6 января 1981 года. Его первым противником был Вик Уоллес, имевший к тому времени в своём активе 10 боёв, 9 из которых он проиграл. Джако нокаутировал Уоллеса в 4 раунде. В 1981-1983 годах Дэвид провёл ещё 11 боёв в основном против слабых или начинающих боксёров, во всех которых он одержал победу. Единственным, кто создал проблемы Джако на этом этапе карьеры, был Вернон Бриджес, которого Дэвид в 8-раундовом бою победил по очкам.
30 июня 1983 года Джако вышел на бой против небитого Карла Уильямса. Уильямс был первым серьёзным противником для Джако и нокаутировал его в первом раунде. Джако позже вспоминал, что решение драться с Уильямсом - было большой ошибкой. "Уильямс был на пике расцвета сил, а я все ещё учился быть боксёром" - вспоминал Дэвид
После поражения от Уильямса Джако провёл 5 боёв с малоизвестными боксёрами, во всех которых одержал победы и отправился в Нью-Йорк на бой с небитым Карлосом Хернандесом.
Бой состоялся 14 ноября 1984 года и продолжался все отведённые 10 раундов, по итогам которых победу единогласно одержал Хернандез. Джако проиграл с разгромным счётом по очкам, но впервые прошёл дистанцию 10-раундового боя.
В феврале 1985 года он вышел на ринг против небитого Диона Симпсона и проиграл ему нокаутом. Через два месяца Дэвид отправился в Канаду на бой с перспективным, небитым Донованом Раддоком. В бою Джако одержал сенсационную победу. Правда в проигранном бою Раддок на протяжении семи раундов вчистую переигрывал соперника, но в 8-м был вынужден отказаться от поединка из-за обострившегося приступа астмы.  На момент поединка, Раддок не имел не единого поражения в послужном списке. Победа над Раддоком подняла Дэвида достаточно высоко в рейтингах и принесла ему известность, ему посыпались десятки предложений о проведении боёв с перспективными боксёрами, повышающих свой собственный рейтинг за счёт побед над такими бойцами как Джако. Остро нуждающийся в деньгах в связи с семейными обстоятельствами он соглашался за деньги на бои с боксёрами, значительно превышающих его в классе. "Я был трамплином для чужих побед и успехов" - вспоминал Дэвид.
В октябре 1985 года он отправляется в Монако на бой с сильным тяжеловесом Тони Такером, имеющим на тот момент блестящий послужной список - 28 побед в 28 боях. Джако продержался против Таккера только 3 раунда, после чего капитулировал.
В январе 1985 года Джако получил предложение от команды восходящей звезды бокса Майка Тайсона. В поединке Тайсон трижды отправлял соперника в нокдаун в 1-м раунде и одержал победу по правилу 3 нокдаунов. За бой с Тайсоном Дэвид Джако получил 5000 долларов. Следующим соперником Дэвида стал известный боксёр Джеймс Даглас. Даглас избивал Дэвида весь поединок, но нокаутировать его не удалось. Джако проиграл по очкам. Следующими соперниками Джако стали такие крепкие бойцы как Хосе Рибальта и Элайджа Тиллери, которым Дэвид проиграл нокаутом. Несмотря на поражения популярность Джако только возросла, он становится одним из самых известных и узнаваемых джорнименов.
В ноябре 1986 года он отправляется в ЮАР для встречи с южноафриканским небитым тяжеловесом Джонни Дю Плуем. Дю Плуй нокаутировал Дэвида во 2 раунде. За весь 1987 год Дэвид провёл всего лишь один бой - с бывшим чемпионом Майкок Уивером.Ради встречи с ним Джако отправился в Камерун, где проиграл бывшему чемпиону нокаутом.
В марте 1988 года Дэвид поехал в Германию на бой с небитым но слабым африканским боксёром Майклом Симувелу. Дэвид нокаутировал африканца в 1-м раунде. Это была первая победа для Дэвида за последние 3 года. Карьера Симувелу после этого пошла на спад.
Летом 1988 года Джако встретился с молодым Оливером Макколом и проиграл ему по очкам, после чего отправился в Англию для боя с небитым и техничным британским боксёром Гэри Мейсоном. Гэри Мэйсон нокаутировал Джако в 4 раунде. Следующие 3 боя Дэвид провёл с такими звёздами бокса как Джордж Форман, Томми Моррисон и Алекс Стюарт, для боя с последним Джако улетел в Венгрию. Все три боя Дэвид Проиграл, в бою с Форманом Джако повредил позвоночник, описывая бой с Джорджем - Дэвид вспоминал: " Джордж отличный парень, но в боксе работает и действует грязно".
После поражения от Моррисона Джако выдал успешную серию из 5 боёв, в которых одержал 4 победы и 1 бой свёл вничью с некогда подающим надежды Дэвидом Бэем. После чего проиграл Майку Хантеру и Александру Золкину.
В июле 1992 года он встретился с Бертом Купером. Дэвид мало что мог противопоставить более техничному Куперу и проиграл этот бой по очкам.
17 сентября 1994 года Дэвид Джако в последний раз вышел на ринг на  бой с Дэвидом Бэем. Это был второй их бой за последние 3 года. На этот раз Бэй выглядел лучше и нокаутировал Джако в 8 раунде. После этого боя оба боксёра ушли из бокса.
За свою карьеру Дэвид Джако перенёс несколько переломов рёбер, два перелома носа, один перелом скуловой кости и получил множество рассечений, на которые наложено в общей сложности 97 швов.

## После бокса
В 1992 году Джако женился во 2-й раз на медсестре, в браке с которой у него впоследствии родилось 4 дочери. После ухода из спорта, Джако в разные годы работал таксистом, экспедитором, курьером и инструктором по боксу в учреждении для несовершеннолетних преступников, расположенном в городе Брейдентон . В 2012 году Дэвид опубликовал мемуары под названием «Spontaneous Palooka and Mr. Mom: The Story of a Man’s Love for His Children and Prizefighting». В 2017 году Джако был введен в зал боксерской славы штата Флорида. Оба его сына-близнеца от первого брака также стали боксерами-профессионалами.

## Ссылка
- Джако, Дэвид (англ.) — статистика боёв на сайте BoxRec